# Imre Frivaldszky
Emerich (Imre) Frivaldszky von Frivald (Bačkov, 6 febbraio 1799 – Jobbágyi, 19 ottobre 1870) è stato un botanico, entomologo e biologo ungherese.

## Biografia
Nacque in una famiglia di proprietari terrieri, Frivaldszky studiò presso il ginnasio di Sátoraljaújhely e Eger, poi filosofia alla Royal Academy di Košice. Si laureò in medicina presso l'Università di Budapest nel 1823. Da studente a Eger, accompagnò Pál Kitaibel e Jószef Sadler nelle loro escursioni botaniche. Si laureò in medicina, e trovò un posto come curatore presso il Museo nazionale ungherese di Budapest nel 1822, dove successivamente lavorò come curatore fino al suo pensionamento nel 1851. Nel 1824 abbandonò la medicina e trascorse il resto della sua vita come un botanico e zoologo. Fece molti viaggi di raccolta in tutta l'Ungheria (tra cui la Slovacchia e il Banato), Bulgaria, Turchia e Italia.
Frivaldszky scrisse ampiamente sulle piante, serpenti, lumache e soprattutto insetti (Lepidotteri e Coleotteri). Una gran parte della sua vasta collezione entomologica è stata distrutta da un'alluvione nel 1838, e il resto nel 1956, fu distrutto durante la rivoluzione anticomunista. Molti dei suoi esemplari sono nel Museo Storia Naturale di Pisa.